# Regulars

Escut del Grup de Regulars de Melilla n. 52.

Escut del Grup de Regulars de Ceuta n. 54.

Les Fuerzas Regulares Indígenas o Regulars són una unitat de les forces militars espanyoles creades en 1911, a l'Àfrica espanyola i amb personal indígena, l'organització del qual n'era un tabor (nom que rep un batalló en Regulars) d'Infanteria de quatre companyies més un esquadró de cavalleria, que es van ampliar a l'any següent a dos tabors d'Infanteria més un tabor de Cavalleria.

## Història
La creació dels Regulars es va deure en gran part a la protesta de la població civil en la península, secundada per la premsa, per la participació de soldats espanyols en la Zona del Protectorat. Els antecedents com a unitat amb tropes indígenes es troben en la formació de la Companyia dels Mogataz d'Orà, en els Tiradors del Rif i en la Milícia Voluntària de Ceuta. La missió d'aquestes forces va ser la d'avantguarda i combat en tota mena de terreny i operacions, la qual cosa ha arribat a incloure emboscades, desembarcaments i operacions en alta muntanya a través del temps. S'exigia als seus comandaments tenir molt bons coneixements sobre la manera de portar la guerra per part de l'enemic del Rif i del focus rebel de la regió de Djebala (on es troba Tetuan).
Al cap de poc de la seva creació van prendre el nom de Forces Regulars Indígenes de Melilla, el cap de les quals va ser el tinent coronel de cavalleria Dámaso Berenguer Fusté. Els Regulars es van convertir molt ràpid en un cos d'elit de l'Exèrcit Espanyol.

### Evolució
En 1914 es van ampliar les forces de Regulars amb la creació de quatre grups. Cadascun d'aquests quatre grups estava format per dos tabors d'Infanteria de tres companyies més un tabor de cavalleria de tres esquadrons. Van combatre sempre en l'extrema avantguarda.
En concret, els Grups de Forces Regulars Indígenes queden constituïts així:
- Grup de Forces Regulars Indígenes "Tetuán" N. 1, amb aquarterament a Tetuan.
- Grup de Forces Regulars Indígenes "Melilla" N. 2, (Melilla i Nador).
- Grup de Forces Regulars Indígenes "Ceuta" N. 3 (Ceuta)
- Grup de Forces Regulars Indígenes "Larache" N. 4 (Arcila i Larraix).

En 1921 i després del Desastre d'Annual va ser creada una altra unitat:
- Grup de Forces Regulars Indígenes "Alhucemas" Nº 5, amb aquarterament a Segangan.

Van formar part de la punta de llança des dels començaments, durant la denominada «Campanya de la Revenja» i en el Desembarcament d'Alhucemas en 1925, entre altres operacions durant la Guerra del Rif.
Van participar així mateix en les operacions següents a la revolució d'octubre de 1934, en els principals fronts durant la Guerra Civil Espanyola, on s'han documentat atacs sexuals amb la finalitat d'humiliar i atemorir a la població.
També van participar en puntuals operacions contra el maqui en la postguerra. Posteriorment, alguns dels seus membres van participar en la Divisió Blava durant la Segona Guerra Mundial i en el Tabor de Maniobra destacat a l'Ifni en 1959.
Després de la Guerra Civil Espanyola es van crear quatre nous grups:
- Grup de Forces Regulars Indígenes "Xauen" N. 6, amb seu a la ciutat de Xauen.
- Grup de Forces Regulars Indígenes "Llano Amarillo" N. 7, amb seu en Melilla, a Cabrerizas.
- Grup de Forces Regulars Indígenes "Rif" N. 8, amb seu en el Soc el Had de Beni Sicar.
- Arcila N. 9, amb seu a la ciutat d'Alcazarquivir.
- Grup de Forces Regulars Indígenes "Bab-Tassa" N. 10, Bab-Tassa.
- Dos grups de cavalleria:
  - Grup de Forces Regulars Indígenes de Cavalleria Tetuán N. 1.
  - Grup de Forces Regulars Indígenes de Cavalleria Melilla N. 2.

En total reunien (a part dels espanyols) a 127 oficials i 12.445 homes de tropa marroquines.
En els plans de Replegament de l'Exèrcit Espanyol de la Zona Nord del Protectorat del Marroc (30 d'abril de 1956 – 31 d'agost de 1961), a conseqüència de la independència del Marroc, es van reduir de vuit a quatre els Grups de Forces Regulars d'Infanteria i es van dissoldre els dos Grups de Cavalleria. Aquest Grup comptava amb 127 oficials marroquins i 12.445 soldats d'aquesta mateixa nacionalitat.

### Honors

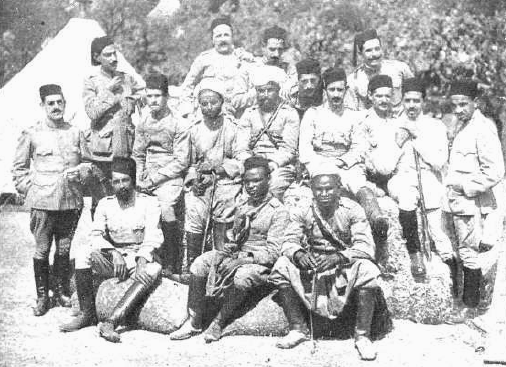
Regulars ascendits a sergents per mèrits de guerra en 1914

Atorgats sobretot per la seva participació en la «Pacificació» del Marroc i per la seva intervenció a Espanya (principalment en la Guerra Civil de 1936–1939). Avui dia és la unitat més condecorada de l'Exèrcit Espanyol. D'entre algunes de les seves moltes llorejades i medalles obtingudes es troben:
- Llorejada de Sant Ferran al tinent Samaniego del Tabor de Cavalleria que en 1912 va morir en els combats i ocupació del Aduar de Haddu al-Lal Kadur. És el primer militar de Regulars que obté aquesta condecoració.
- Llorejada de Sant Ferran:
  - Tinent Salustiano Sáenz de Tejada y Olózaga, concedida pels seus mèrits i mort en el combat del 31 de març de 1924 en portar un comboi a la posició d'Issen Lassen.
  - En 1915 per a un metge de Sanitat Militar, adscrit a Regulars.
- Llorejada de Sant Ferran Col·lectiva
  - II Tabor del Grup de Regulars Indígenes Alhucemas n.º5, per les accions de Ciutat Universitària (Parc de l'Oest), novembre de 1936.
- Medalla Militar Col·lectiva
  - Grup de Larraix n. 4, per l'acció de Muires i Haman en 1920.
- Medalla Militar Col·lectiva al Grup de Ceuta n. 3, pels combats del Barranc del Llop i Casabona en 1921.
  - Grup de Forces Regulars d'Infanteria de Melilla n. 2, per les accions de Tizzi Assa i Tifaruin, en 1923.
  - Grup de Tetuán n. 1, pels combats de Penyes de Cayat.
  - Grup de Regulars Indígenes Alhucemas n. 5, pels combats a la Ciutat Universitària (Parc de l'Oest) novembre de 1936.
  - V Tabor del Grup de Regulars Indígenes de Melilla n.º 2, pels combats en la batalla de l'Ebre 25 de juliol de 1938.

### Emblema
Al maig de 1913, la situació a la regió muntanyenca de Djebala va arribar a ser molt perillosa, amb incidents per tota la zona occidental del Protectorat. Els Regulars van arribar des de Melilla en auxili de les tropes combatents. Després d'ajudar i socórrer a la columna que dirigia el general Primo de Rivera, van seguir altres accions heroiques, entre les quals va destacar la coneguda com «Les Baionetes de Laucien», en la qual els Regulars van acudir a salvar als Caçadors, aconseguint un bon nombre de baixes de l'enemic en la seva escomesa amb els ganivets de les baionetes en les llomes de Laucien, que era una posició militar espanyola. Després d'aquesta gesta, el ganivet baioneta es va incorporar en l'emblema del cos de Regulars, juntament amb el de la mitja lluna creixent, que era símbol del contingent indígena.

### Reorganització

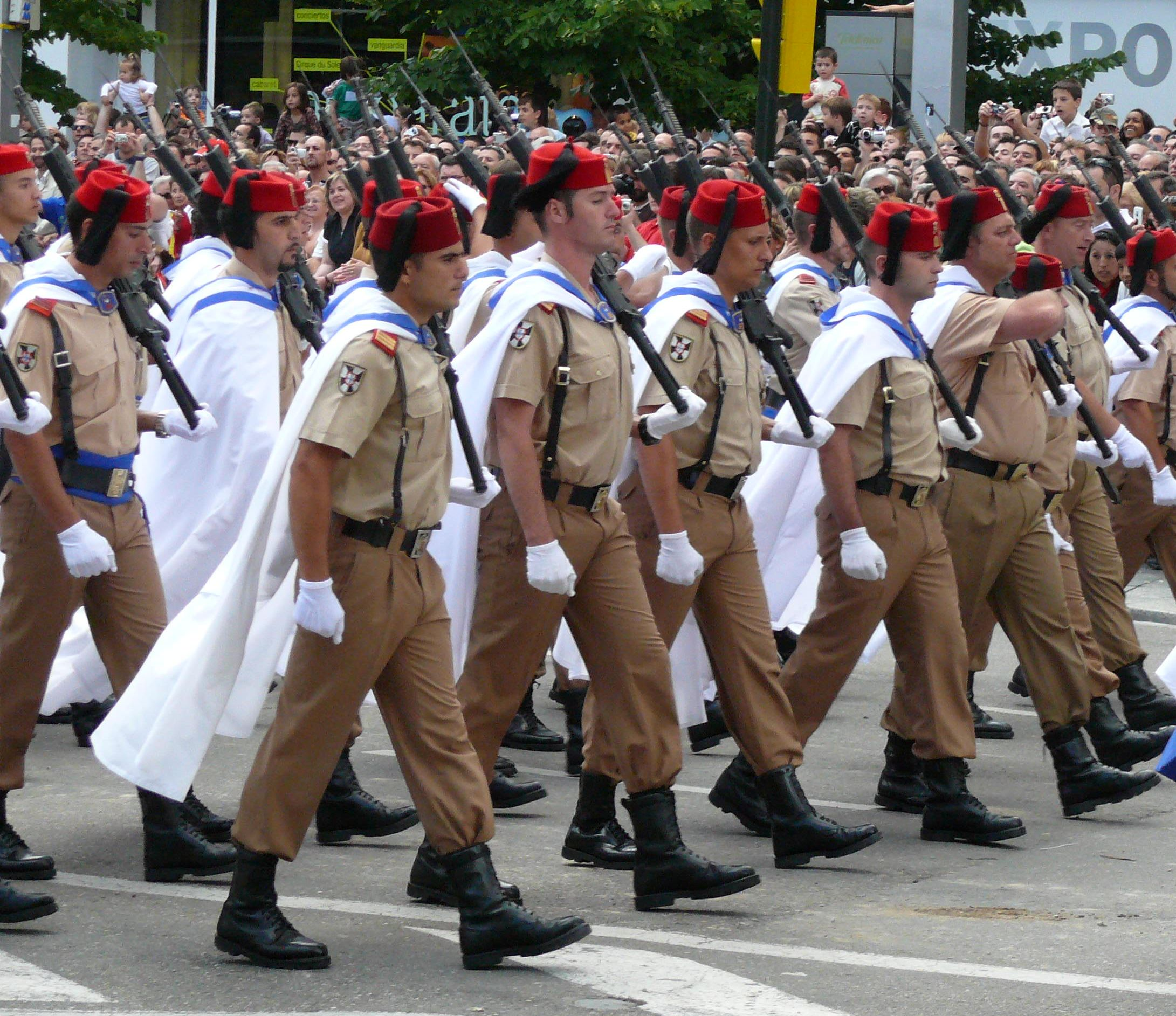
Regulare n. 54 de Ceuta durant la Desfilada de les Forces Armades a Madrid en 2008.

L'1 de desembre de 1957 amb motiu de la independència del Marroc es produeix la Reorganització dels Grups de Regulars.
- Es dissol el Grup de Larraix n. 4 passant a formar part del Ceuta n. 3.
- El Grup Llano Amarillo n. 7 es fusiona amb el Grup de Melilla n. 2, quedant situat en els seus aquarteraments de Nador, Melilla i Bu-Arg fins al 10 de setembre de 1959 quan inicia la seva evacuació sobre Melilla.
- El Grup Xauen n. 6 desapareix en fusionar-se amb el Grup Tetuán n. 1.
- El 15 de novembre de 1957 el Grup Rif n.º 8 es fusiona amb el Grup Alhucemas n. 5.
- El Grup Arcila n. 9 es fusiona amb el Grup Tetuán n.º 1.
- El Grup Bab-Tassa n. 10 amb el Ceuta n. 3.

Tal com assenyala l'Ordre General de l'Exèrcit del Nord d'Àfrica del 31 d'agost de 1961, complerta la missió que Espanya assignà al seu Exèrcit al Marroc, les últimes unitats militars espanyoles abandonaren territori Marroquí.
Gran part dels Grups de Forces Regulars Indígenes es van dissoldre, i van quedar els G. F. R. d'Infanteria Tetuán n. 1 i Ceuta n. 3 de guarnició a Ceuta, i Melilla n. 2 i Alhucemas n. 5 a Melilla, i van passar al cap de poc temps a estar fonamentalment formats per espanyols d'origen europeu i magrebí, de les ciutats de Ceuta, Melilla i altres llocs d'Espanya.
Durant la marxa verda al Sàhara Espanyol, els Regulars van ser desplegats a la frontera de les places de sobirania amb el Marroc i en els últims anys han participat en les unitats formades, per posar fi a les crisis derivades dels assalts a les tanques frontereres de Ceuta i Melilla i a la mateixa frontera, durant la Crisi de l'illa Perejil. Així mateix han format part d'agrupacions a Bòsnia i Hercegovina i Kosovo al costat d'altres unitats d'elit, mentre que alguns dels seus membres han estat presents igualment, en desplegaments com la que ha realitzat l'Exèrcit amb altres forces multinacionals, a Guatemala, Afganistan i al Líban.
El Grup de Forces Regulars d'Infanteria de Melilla n. 2 ha passat a anomenar-se des de 1986 Regiment d'Infanteria Lleugera Regulars de Melilla n.º 52, com a hereu de Grups de Regulars i del Regiment d'Infanteria Melilla 52, i posteriorment s'ha anomenat Grup de Regulars de Melilla n. 52. Aquesta unitat nodreix els destacaments del Penyal de Vélez de la Gomera, d'Alhucemas i de les illes Chafarinas.
El Grup de Forces Regulars d'Infanteria de Tetuán n. 1 va prendre la denominació de Regiment d'Infanteria Lleugera Regulars de Ceuta n. 54, com a hereu de Grups de Regulars i del Regiment d'Infanteria Ceuta 54 (en origen Terç Permanent de Ceuta), i posteriorment es va anomenar Grup de Regulars de Ceuta n. 54.

## Composició d'un Tabor de Regulars d'Infanteria
- Comandament: 1 Comandant.
- Plana Major (PLM): 1 Capità, 1 escamot d'enllaços; destacament de sanitat i evacuació, tren de combat, secció d'avituallament, secció antiaèria, secció anticarro.
- 4 companyies de fusells cadascuna amb 3 seccions de fusells i un escamot de morters.
  - 3 seccions de fusells (1 oficial, 3 sergents, 41 unitats de tropa; 3 metralladores)
    - Cada secció amb tres escamots, i cada escamot 1 esquadra de fusells (1 cap, 5 soldats) i 1 esquadra de metralladores (1 cap tirador, 4 proveïdors).

  - 1 Escamot de morters (1 sergent, 2 caps, 8 soldats, 2 morters 60 mm)
- 1 companyia de metralladores, amb tres seccions de metralladores i 1 secció de morters.
  - Secció de metralladores amb dos escamots de metralladores (1 Oficial, 6 Sergents, 24 unitats de tropa, 8 muls, 4 metralladores).
    - Cada escamot metralladores: 1 sergent, 2 caps tiradors, 6 proveïdors, 4 mulers, 4 muls, 2 metralladores.

  - Secció de Morters (1 oficial, 2 sergents, 12 unitats de tropa, 4 muls, 2 morters 81 mm)
    - Cada morter: 1 sergent, 1 cap tirador, 3 proveïdors, 2 mulers, 2 muls, 1 morter de 81 mm.

## Ocupacions i Divises
Regiment d'Infanteria Lleugera Regulars de Melilla n. 52.

### Oficials
| Codi OTAN | OF-5    | OF-4           | OF-3      | OF-2   | OF-1   | OF-1    |
| --------- | ------- | -------------- | --------- | ------ | ------ | ------- |
| Espanya   | Coronel | Tinent Coronel | Comandant | Capità | Tinent | Alferes |
| Espanya   | Coronel | Tinent Coronel | Comandant | Capità | Tinent | Alferes |

### Suboficials i Tropa
| Codi OTAN        | OR-9             | OR-9             | OR-9      | OR-9      | OR-9      | OR-9    | OR-8    | OR-8           | OR-7           | OR-7    | OR-6    | OR-6    | OR-6    | OR-6    | OR-6    | OR-6          | OR-5          | OR-5          | OR-5          | OR-5          | OR-5          | OR-5           | OR-4           | OR-4    | OR-3    | OR-3              | OR-2              | OR-2              | OR-2              | OR-2              | OR-2              | OR-2   | OR-1   | OR-1 |
| ---------------- | ---------------- | ---------------- | --------- | --------- | --------- | ------- | ------- | -------------- | -------------- | ------- | ------- | ------- | ------- | ------- | ------- | ------------- | ------------- | ------------- | ------------- | ------------- | ------------- | -------------- | -------------- | ------- | ------- | ----------------- | ----------------- | ----------------- | ----------------- | ----------------- | ----------------- | ------ | ------ | ---- |
| Espanya          |                  |                  |           |           |           |         |         |                |                |         |         |         |         |         |         |               |               |               |               |               |               |                |                |         |         |                   |                   |                   |                   |                   |                   |        |        |      |
| Suboficial Major | Suboficial Major | Suboficial Major | Subtinent | Subtinent | Subtinent | Brigada | Brigada | Sergent Primer | Sergent Primer | Sergent | Sergent | Sergent | Sergent | Sergent | Sergent | Caporal Major | Caporal Major | Caporal Major | Caporal Major | Caporal Major | Caporal Major | Caporal Primer | Caporal Primer | Caporal | Caporal | Soldat de Primera | Soldat de Primera | Soldat de Primera | Soldat de Primera | Soldat de Primera | Soldat de Primera | Soldat | Soldat |      |

Regiment d'Infanteria Lleugera Regulars de Ceuta n. 54.

### Oficials
| Código OTAN | OF-5    | OF-4           | OF-3      | OF-2   | OF-1   | OF-1    |
| ----------- | ------- | -------------- | --------- | ------ | ------ | ------- |
| Espanya     | Coronel | Tinent Coronel | Comandant | Capità | Tinent | Alferes |
| Espanya     | Coronel | Tinent Coronel | Comandant | Capità | Tinent | Alferes |

### Suboficials i Tropa
| Código OTAN      | OR-9             | OR-9             | OR-9      | OR-9      | OR-9      | OR-9    | OR-8    | OR-8           | OR-7           | OR-7    | OR-6    | OR-6    | OR-6    | OR-6    | OR-6    | OR-6          | OR-5          | OR-5          | OR-5          | OR-5          | OR-5          | OR-5           | OR-4           | OR-4    | OR-3    | OR-3              | OR-2              | OR-2              | OR-2              | OR-2              | OR-2              | OR-2   | OR-1   | OR-1 |
| ---------------- | ---------------- | ---------------- | --------- | --------- | --------- | ------- | ------- | -------------- | -------------- | ------- | ------- | ------- | ------- | ------- | ------- | ------------- | ------------- | ------------- | ------------- | ------------- | ------------- | -------------- | -------------- | ------- | ------- | ----------------- | ----------------- | ----------------- | ----------------- | ----------------- | ----------------- | ------ | ------ | ---- |
| Espanya          |                  |                  |           |           |           |         |         |                |                |         |         |         |         |         |         |               |               |               |               |               |               |                |                |         |         |                   |                   |                   |                   |                   |                   |        |        |      |
| Suboficial Major | Suboficial Major | Suboficial Major | Subtinent | Subtinent | Subtinent | Brigada | Brigada | Sergent Primer | Sergent Primer | Sergent | Sergent | Sergent | Sergent | Sergent | Sergent | Caporal Major | Caporal Major | Caporal Major | Caporal Major | Caporal Major | Caporal Major | Caporal Primer | Caporal Primer | Caporal | Caporal | Soldat de Primera | Soldat de Primera | Soldat de Primera | Soldat de Primera | Soldat de Primera | Soldat de Primera | Soldat | Soldat |      |